# داربيد نظرعلي (مقاطعة غيلانغرب)
داربيد نظرعلي (بالفارسية: داربید نظرعلی) هي قرية تقع في قسم ويجنان الريفي في إيران. يقدر عدد سكانها بـ 39 نسمة .